# Sergio Covarrubias Sanhueza
Sergio Covarrubias Sanhueza (1923-2017) fue un militar chileno, con rango de Teniente general de Ejército y miembro del Estado Mayor del Ejército de Chile, que se desempeñó como Jefe de Estado Mayor Presidencial desde 1974 hasta 1979, durante la dictadura militar del general Augusto Pinochet.

## Biografía
Hijo del Gerente del Banco de Chile Gabriel Covarrubias Parodi y de Elena Sanhueza Navarrete. Se casó el 24 de octubre de 1957 con María Angélica Cuevas Zuloaga hasta su fallecimiento.
Fue agregado militar en España, regresando a Chile por instrucciones de Pinochet para hacerse cargo de la jefatura del Estado Mayor Presidencial en 1974 y desde allí logró una gran influencia política. Fue el principal y más temprano defensor de los «Chicago Boys» y el progenitor intelectual de los más importantes asesores militares de Pinochet. Hombre clave en la Asesoría Presidencial (ASEP), embrión del actual Ministerio Secretaría General de la Presidencia (Segpres).
Posteriormente, ejerció como comandante en jefe del Comando Conjunto Austral (CCA) entre 1979 y 1981, y subsecretario de Relaciones Exteriores desde 1982 hasta el final del régimen en 1990.
Falleció en julio de 2017.